# Ján Novota
Ján Novota, né le 29 novembre 1983 à Matúškovo en Tchécoslovaquie, est un footballeur international slovaque, qui évolue au poste de gardien de but.

## Biographie

### Carrière en club
Ján Novota dispute 4 matchs en Ligue des champions, et 18 matchs en Ligue Europa.

### Carrière internationale
Ján Novota compte deux sélections avec l'équipe de Slovaquie depuis 2014. 
Il est convoqué pour la première fois en équipe de Slovaquie par le sélectionneur national Ján Kozák, pour un match amical contre le Monténégro le 23 mai 2014. Il entre à la 46e minute de la rencontre, à la place de Martin Dúbravka (victoire 2-0).

## Palmarès
Rapid Vienne
- Coupe d'Autriche  :
  - Finaliste : 2017